# Freddie Spencer
Freddie Spencer (ur. 20 grudnia 1961 roku w Shreveport w stanie Luizjana) – amerykański kierowca motocyklowy. Dwukrotny Mistrz Świata najwyższej kategorii MotoGP.
Amerykanin zadebiutował w MotoGP w 1982 roku podczas Grand Prix Argentyny. W ciągu całej kariery, którą spędził w najwyższej kategorii, stanął 39 razy na podium, z czego aż 27 to zwycięstwa. Poza tym zdobył 33 pole position oraz wykręcił 24 najszybsze okrążenia. Zdołał uzbierać łączną pulę 610,5 punktów. Ostatnim wyścigiem Freddiego było GP Włoch w 1993 roku.  
Uczestniczył łącznie w 72 wyścigach. W 1985 roku został ostatnim podwójnym mistrzem świata w najwyższych kategoriach. 
Freddie Spencer należy do wielu stowarzyszeń. W 1999 roku został wpisany do "AMA Motorcycle Hall of Fame". Od roku 2001 należy do "Motorsports Hall of Fame of America" oraz legend MotoGP. Od 2009 roku przynależy do "Louisiana Sports Hall of Fame". Dzięki wspaniałej jeździe i niesamowitym osiągnięciom zyskał sobie przydomek "Szybki Freddie". Obecnie mieszka w Las Vegas, gdzie przez pewien czas prowadził szkołę jazdy motocyklowej. Pracował także jako komentator wyścigów.

## Kariera

### Początki
Freddie karierę rozpoczął w wieku 14 lat. W 1978 roku sięgnął po tytuł w amerykańskich mistrzostwach, na motocyklu Hondy, w kategorii 250 cm³. Następnie awansował do AMA Superbike. Na torze w Sears Point (na Kawasaki) odniósł zwycięstwo w wieku zaledwie 18 lat i ośmiu miesięcy, stając się tym samym najmłodszym w historii triumfatorem wyścigu. W kolejnym roku powrócił do jazdy na Hondzie. W klasyfikacji generalnej uplasował się na 3. miejscu. Rok później został wicemistrzem serii, ulegając jedynie Eddie Lawsonowi. W 1980 roku wziął udział w meczu USA vs. Brytyjski Trans-Atlantyk. Zaszokował wszystkich, pokonując w bezpośrednim pojedynku byłego mistrza świata Barry Sheene'a oraz aktualnego czempiona Kenny Robertsa. 

### MMŚ
W MMŚ Spencer zadebiutował w roku 1980, podczas GP Belgii. Dosiadając motocykl Yamahy, nie zdołał jednak dojechać do mety. Sytuacja powtórzyła się sezon później, kiedy to wystartował w GP Wielkiej Brytanii, w fabrycznym zespole Hondy. 
W 1982 roku Amerykanin podpisał kontrakt z japońską ekipą na pełny etat (nie wziął udziału jedynie w GP Francji). Już w pierwszym wyścigu (o GP Argentyny) znalazł się najniższym stopniu podium. W pierwszej trójce uplasował się jeszcze czterokrotnie, a podczas GP Belgii i San Marino po raz pierwszy w karierze zwyciężył (cztery razy startował również z pole position). Nie ukończył jednak aż pięciu wyścigów, ostatecznie zajmując w klasyfikacji 3. miejsce. 
W drugim sezonie współpracy Freddie zdominował rywalizację, wygrywając w sześciu z dwunastu eliminacji. Jedynie w GP Austrii przedwcześnie zakończył zmagania, natomiast podczas GP Niemiec zajął jedyny raz pozycję poza podium. Został tym samym najmłodszym w historii mistrzem świata, a sukces osiągnął mając 21. lat. 
Ze względu na liczne urazy nie był w stanie skutecznie bronić swojego mistrzostwa. Spisał się jednak znakomicie, gdyż w ciągu ośmiu wyścigów pięciokrotnie stanął na najwyższym stopniu, absolutnie dominując rywalizację. W rundach o GP Niemiec oraz Belgii triumfował na innej konstrukcji - "NS500". W klasyfikacji końcowej znalazł się na 4. pozycji. 
Rok 1985 był historycznym sezonem, bowiem Freddie stał się ostatnim podwójnym mistrzem świata w najwyższych kategoriach - 250 cm³ oraz 500 cm³. W obu seriach nie miał sobie równych, zwyciężając po siedem wyścigów. Warto dodać, iż w każdej reprezentował fabryczną Hondę. Sezon ten był jednak ostatnim, w którym Amerykanin stanowił czołówkę MMŚ.
W kolejnych dwóch latach Spencer zmagał się z kontuzjami. Przede wszystkim doskwierał mu uraz nadgarstka. Wielu fachowców uważało, iż było to spowodowane udziałem w dwóch rundach naraz. Freddie wystartował łącznie w sześciu eliminacjach, spośród których dwukrotnie dojechał do mety. Jedyne punkty uzyskał podczas GP Szwecji, gdzie zajął siódmą lokatę. W GP Hiszpanii po raz ostatni w karierze startował z pierwszej pozycji. Po sezonie 1987 Amerykanin opuścił mistrzostwa. 
Powrócił dwa lata później, nawiązując współpracę z zespołem Marlboro Yamaha, prowadzoną przez legendę serii Włocha Giacomo Agostiniego. Forma Spencera odbiegała jednak wyraźnie od najlepszych czasów. W pierwszej dziesiątce znalazł się zaledwie czterokrotnie, a najlepszą uzyskaną pozycją okazał się piąta lokata w GP Hiszpanii. Skromny dorobek punktowy usytuował go na odległej 16. lokacie. 
Po kolejnej przerwie, Freddie stanął na starcie jeszcze trzykrotnie w sezonie 1993. W ekipie Yamaha of France dojechał do mety w GP Włoch, w którym został sklasyfikowany na czternastej pozycji. Dwa punkty sklasyfikowały go na 37. miejscu. Po tym sezonie Amerykanin już więcej nie pojawił się w mistrzostwach świata.

### Wyścigi Superbike'ów
W 1990 roku Freddie powrócił do amerykańskich mistrzostw Superbike. W pierwszym sezonie zwyciężył w trzech wyścigach. Rok później rywalizację ukończył na 8. miejscu, w zespole Honda Racing for Two Brothers. W ciągu kolejnych czterech lat kilkakrotnie stanął na podium. Po raz ostatni zwyciężył na Laguna Seca w 1995 roku.
W sezonie 1995 zadebiutował w serii World Superbike, zastępując w satelickiej ekipie Ducati Włocha Mauro Lucchiari. Wystąpiwszy w kilku wyścigach, uzbierał dwadzieścia punktów, które zapewniły mu 24. pozycję w końcowej klasyfikacji.
Po roku 1996 Spencer ostatecznie zakończył karierę motocyklową. 

### Statystyki liczbowe
System punktowy od 1969 do 1987:
| Pozycja | 1  | 2  | 3  | 4 | 5 | 6 | 7 | 8 | 9 | 10 |
| Punkty  | 15 | 12 | 10 | 8 | 6 | 5 | 4 | 3 | 2 | 1  |

System punktowy od 1988 do 1992:
| Pozycja | 1  | 2  | 3  | 4  | 5  | 6  | 7 | 8 | 9 | 10 | 11 | 12 | 13 | 14 | 15 |
| Punkty  | 20 | 17 | 15 | 13 | 11 | 10 | 9 | 8 | 7 | 6  | 5  | 4  | 3  | 2  | 1  |

| Rok  | Klasa   | Zespół                   | Motocykl      | 1      | 2      | 3      | 4      | 5      | 6      | 7      | 8      | 9      | 10     | 11     | 12     | 13    | 14    | 15    | Punkty | Pozycja | Zwycięstwa |
| ---- | ------- | ------------------------ | ------------- | ------ | ------ | ------ | ------ | ------ | ------ | ------ | ------ | ------ | ------ | ------ | ------ | ----- | ----- | ----- | ------ | ------- | ---------- |
| 1980 | 500 cm³ | Spencer Yamaha           | Yamaha YZR500 | NAT -  | ESP -  | FRA -  | NED -  | BEL NS | FIN -  | GBR -  | GER -  |        |        |        |        |       |       |       | 0      | -       | 0          |
| 1981 | 500 cm³ | Honda-HRC                | Honda NR500   | AUT -  | GER -  | NAT -  | FRA -  | YUG -  | NED -  | BEL -  | RSM -  | GBR NS | FIN -  | SWE -  |        |       |       |       | 0      | -       | 0          |
| 1982 | 500 cm³ | HondaHonda-HRC           | Honda NS500   | ARG 3  | AUT NS | FRA -  | ESP NS | NAT 2  | NED NS | BEL 1  | YUG 4  | GBR 2  | SWE NS | RSM 1  | GER NS |       |       |       | 73     | 3       | 2          |
| 1983 | 500 cm³ | Honda-HRC                | Honda NS500   | RSA 1  | FRA 1  | NAT 1  | GER 4  | ESP 1  | AUT NS | YUG 1  | NED 3  | BEL 2  | GBR 2  | SWE 1  | RSM 2  |       |       |       | 144    | 1       | 6          |
| 1984 | 500 cm³ | Honda-HRC                | Honda NSR500  | RSA NW | NAT 1  | ESP -  | AUT 2  |        | FRA 1  | YUG 1  | NED NS |        |        |        |        |       |       |       | 87     | 4       | 5          |
| 1984 | 500 cm³ | Honda-HRC                | Honda NS500   |        |        |        |        | GER 1  |        |        |        | BEL 1  | GBR -  | SWE -  | RSM -  |       |       |       | 87     | 4       | 5          |
| 1985 | 250 cm³ | Rothmans Honda-HRC       | Honda NSR250  | RSA 1  | ESP 9  | GER 2  | NAT 1  | AUT 1  | YUG 1  | NED 1  | BEL 1  | FRA 1  | GBR 4  | SWE -  | RSM -  |       |       |       | 127    | 1       | 7          |
| 1985 | 500 cm³ | Rothmans Honda-HRC       | Honda NSR500  | RSA 2  | ESP 1  | GER 2  | NAT 1  | AUT 1  | YUG 2  | NED NS | BEL 1  | FRA 1  | GBR 1  | SWE 1  | RSM -  |       |       |       | 141    | 1       | 7          |
| 1986 | 500 cm³ | Rothmans Honda-HRC       | Honda NSR500  | ESP NS | NAT -  | GER -  | AUT NS | YUG -  | NED -  | BEL -  | FRA -  | GBR -  | SWE -  | RSM -  |        |       |       |       | 0      | -       | 0          |
| 1987 | 500 cm³ | Rothmans Honda-HRC       | Honda NSR500  | JPN -  | ESP -  | GER -  | NAT -  | AUT -  | YUG -  | NED -  | FRA -  | GBR NS | SWE 7  | CZE 11 | RSM NS | POR - | BRA - | ARG - | 4      | 20      | 0          |
| 1989 | 500 cm³ | Marlboro Agostini Yamaha | Yamaha YZR500 | JPN 14 | AUS NS | USA NS | ESP 5  | NAT NE | GER 9  | AUT 9  | YUG 27 | NED 13 | BEL 9  | FRA NS | GBR -  | SWE - | CZE - | BRA - | 33.5   | 16      | 0          |
| 1993 | 500 cm³ | Yamaha of France         | Yamaha YZR500 | AUS NS | MAL -  | JPN -  | ESP -  | AUT -  | GER -  | NED -  | EUR -  | RSM -  | GBR -  | CZE NS | ITA 14 | USA - | FIM - |       | 2      | 37      | 0          |